# Nesidiochernes carolinensis carolinensis
Nesidiochernes carolinensis carolinensis es una subespecie de arácnido  del orden Pseudoscorpionida de la familia Chernetidae.

## Distribución geográfica
Se encuentra en Islas Carolinas.